# Capnoptycha
Capnoptycha es un género de polillas tortrícidas categorizado en la tribu Epitymbiini, de la subfamilia Tortricinae. Fue descrito por Edward Meyrick en 1920.

## Especies
- Capnoptycha cavifrons (Turner, 1926)
- Capnoptycha ipnitis (Meyrick, 1910)
- Capnoptycha tholera (Turner, 1925)
- Capnoptycha zostrophora (Turner, 1925)